# Albert Wojciech Adamkiewicz
Albert Wojciech Adamkiewicz (Żerków, 1850. augusztus 11. – Bécs, 1921. október 31.) lengyel patológus, orvos.

## Élete
Orvosi diplomáját 1873-ban kapta meg a Wrocławi Egyetemen, ahol az élettannal foglalkozó Rudolf Peter Heinrich Heidenhain asszisztense volt. 1879 és 1892 közt a krakkói Jagelló Egyetemen az általános és kísérleti patológia tanszékét vezette. Adamkiewicz munkássága a központi idegrendszer patológiás vizsgálata tekintetében jelentős. A gerincvelő érrendszerének kutatása komoly mértékben hozzájárult a modern klinikai érrendszeri beavatkozásokhoz. Ő írta le először az artéria radicular anteriort, amelyet ma Adamkiewicz-artériának neveznek.
Az 1890-es évek elején egy cikksorozatot tett közzé, amelyben, a véleménye szerint egy rákot okozó parazitát, a Coccidium sarcolytus-t írt le. Kifejlesztett egy rákellenes szérumot is, ám a további vizsgálatok a szérum hatástalanságát igazolták, s Adamkiewiczet komoly kritikával illette a Jagelló Egyetem orvosi közössége. Ezután Bécsbe költözött, ahol a Rothschild Kórház orvosa lett.  Az ő nevéhez köthető az Adamkiewicz teszt, amely triptofánokat mutat ki, amely egy α-aminosav, amely a proteinek bioszintézisében játszik szerepet.

## Munkái
- Die mechanischen Blutstillungsmittel bei verletzen Arterien von Paré bis auf die neueste Zeit. 1872.
- Die Natur und der Nährwert des Peptons. Berlin, 1877.
- Die Sekretion des Schweisses. Berlin, 1878.
- Die feineren Veränderungen in den degenerierten Hintersträngen eines Tabeskranken. Archiv für Psychiatrie und Nervenkrankheiten (1880)
- Die Lehre vom Hirndruck und die Pathologie der Hirnkompression. Sitzungsberichte der Kaiserlichen Akademie der Wissenschaften, Mathematisch-naturwissenschaftliche Classe 88 (1883)
- Der Blutkreislauf der Ganglienzelle. Berlin, 1886.
- Die degenerativen Krankheiten des Rückenmarkes. Stuttgart, 1888.
- Die Principien einer rationellen Behandlung der bösartigen Geschwülste (Krebse) und die Reaktionsfähigkeit derselben. Akademischer Anzeiger der Akademie der Wissenschaften in Wien XVI (1891)
- Die Arterien des velängerten Markes vom Übergang bis zur Brücke. Denkschriften der Kaiserlichen Akademie der Wissenschaften. Mathematisch-Naturwissenschaftliche Classe 57, ss. 481–496 + 3 Tafel (1892)
- Die Reaktionen der Carcinome und deren Heilwert (1892)
- Über den Krebs. 1893.
- Tafeln zur Orientierung an der Gehirnoberflache des lebenden Menschen (bei chirurgischen Operationen und klinischen Vorlesungen). 2. Aufl., Wien-Leipzig, 1894.
- Über den Krebsparasiten Coccidium sarkolytus. Wiener Medizinische Presse (1894)
- Die sogenannte Stauungspapille und ihre Bedeutung als eines Zeichens von gesteigerten Druck in der Höhle des Schädels (1895)
- Über die sogenannte "Bahnung". Janus, Amsterdam, 1896.
- Zur Geschichte der Funktionen der Grosshirnrinde und der Vorstellungen vom Substrat der Seele. Janus, Amsterdam, 1896.
- Die Funktionsstörungen des Grosshirns. Hannover: Verlag von Adolf W. Köllner, 1898.
- Die Kreislaufstörungen in den Organen des Centralnervensystems. Berlin-Leipzig, 1899.
- Über das Unbewusste denken und das Gedankensehen (1904)
- Die Eigenkraft der Materie und das Denken im Weltall (1906)
- Zur Funktion der Schweißsekretion. Neurologisches Zentralblatt No 3, 123–124 (1907)
- Der Doppelmotor im Gehirn. Neurologisches Zentralblatt 15, 690–700 (1907)

## Külső hivatkozások
- Adamkiewcz által írt, illetve róla szóló munkák az archive.org-on

## Fordítás
- Ez a szócikk részben vagy egészben  az   Albert Wojciech Adamkiewicz című angol Wikipédia-szócikk ezen változatának fordításán alapul.  Az eredeti cikk szerkesztőit annak laptörténete sorolja fel. Ez a jelzés csupán a megfogalmazás eredetét és a szerzői jogokat jelzi, nem szolgál a cikkben szereplő információk forrásmegjelöléseként.